# Iván Barton
Iván Arcides Barton Cisneros (* 27. Januar 1991 in Santa Ana) ist ein salvadorianischer Fußballschiedsrichter. Seit 2018 ist er FIFA-Schiedsrichter. Er amtierte beim olympischen Fußballturnier 2020 und bei der Fußball-Weltmeisterschaft 2022.

## Werdegang
Barton studierte Chemie an der Universidad de El Salvador und arbeitete nach seinem Abschluss als Chemielaborant in San Salvador.
Als Schiedsrichter auf nationaler Ebene kommt Barton regelmäßig in der Primera División de Fútbol Profesional – der höchsten salvadorianischen Spielklasse – zum Einsatz. In der Saison 2020/21 leitete er das Endspiel in der Finalrunde des Hinrundenturniers (Apertura) zwischen Alianza FC und CD Águila (Endstand 3:0).
Nach seiner Berufung auf die FIFA-Liste 2018 wird er auch in internationalen Begegnungen eingesetzt. Sein Debüt in dieser Hinsicht gab er im Oktober 2018 bei einem Freundschaftsspiel zwischen Peru und den USA. Im gleichen Jahr amtierte er bei der Nord- und Mittelamerikameisterschaft der U-20-Junioren, wo er unter anderem das Finale leitete. Beim Gold Cup 2019 kam er zu drei Spielleitungen, darunter ein Halbfinale. Beim Gold Cup 2021 gehörte er ebenfalls zum Schiedsrichteraufgebot und pfiff ein Spiel der Vorrunde. Auch in den Vereinswettbewerben Nord- und Mittelamerikas kommt er regelmäßig zum Einsatz und wurde sowohl in der CONCACAF Champions League, als auch in der CONCACAF League (in etwa vergleichbar mit der UEFA Europa League) mit Finaleinsätzen betraut. In der Saison 2020/21 pfiff er das Finale der CONCACAF League welches LD Alajuelense mit 3:2 gegen CD Saprissa gewinnen konnte. 2021/22 leitete er das Final-Hinspiel um die CONCACAF Champions League zwischen den UNAM Pumas und den Seattle Sounders.
Erste Erfahrung auf interkontinentaler Ebene konnte Barton bei der U-17-Fußball-Weltmeisterschaft 2019 in Brasilien sammeln, an deren Ende drei Spielleitungen, darunter ein Halbfinale stand. Im Jahr 2021 wurde er für das in Japan stattfindende olympische Fußballturnier nominiert, wo er unter anderem das Auftaktspiel der deutschen Olympia-Elf gegen Brasilien pfiff, in dem er Maximilian Arnold mit gelb-rot des Feldes verwies.
Im Mai 2022 wurde er von der FIFA in das 36 Hauptschiedsrichter umfassende Aufgebot für die Fußball-Weltmeisterschaft 2022 berufen. In Katar leitete er zwei Gruppenspiele – darunter sowohl die Auftaktpartie der deutschen Nationalmannschaft als auch die zweite Vorrundenpartie der Schweizer – sowie ein Achtelfinale. Zudem steht ein Einsatz als Vierter Offizieller für ihn zu Buche. Mit 31 Jahren war der jüngste nominierte Schiedsrichter, der zu einem Feldeinsatz kam. Wie schon bei Olympia 2021 begleiteten ihn zunächst sein Landsmann David Morán und Zachari Zeegelaar aus Surinam als Assistenten. Im Achtelfinale wurde letzterer durch die US-Amerikanerin Kathryn Nesbitt ersetzt.
Anfang 2023 vertrat er den nord- und mittelamerikanischen Fußballverband bei der FIFA-Klub-Weltmeisterschaft 2022 in Marokko.

## Einsätze beim olympischen Fußballturnier 2021
| Phase        | Datum         | Spielort | Heimmannschaft | Gastmannschaft | Ergebnis  |
| ------------ | ------------- | -------- | -------------- | -------------- | --------- |
| Gruppenphase | 22. Juli 2021 | Yokohama | Brasilien      | Deutschland    | 4:2 (3:0) |
| Gruppenphase | 28. Juli 2021 | Yokohama | Frankreich     | Japan          | 0:4 (0:2) |

## Einsätze bei der Fußball-Weltmeisterschaft 2022
| Phase        | Datum         | Spielort  | Heimmannschaft | Gastmannschaft | Ergebnis  |
| ------------ | ------------- | --------- | -------------- | -------------- | --------- |
| Gruppenphase | 23. Nov. 2022 | ar-Rayyan | Deutschland    | Japan          | 1:2 (1:0) |
| Gruppenphase | 28. Nov. 2022 | Doha      | Brasilien      | Schweiz        | 1:0 (0:0) |
| Achtelfinale | 4. Dez. 2022  | al-Chaur  | England        | Senegal        | 3:0 (2:0) |